# 南向政策
南向政策（英語：Southern Policy）是1990年代中華民國政府啟動的外交及經濟政策，推動台商海外投資往東南亞轉移，並意圖使用經濟力量擴張一些政治影響力，同時降低台灣對中國大陸投資的強度。第一波南向投資在1993年。1994年3月，中華民國政府通過《加強對東南亞地區經貿合作綱領》，先期包括泰國、馬來西亞、印尼、菲律賓、新加坡、越南、汶萊等七個國家，在經濟交流上得到不錯的效果。但到李登輝政府時代後期，中國大陸改革開放的群聚效應大幅增強，南向政策漸漸失效；尤其是在1997年亞洲金融風暴後，令台商撤資不少。
2010年代後，隨著中國大陸工資及經營成本上漲，台商又逐漸增加對東協國家的投資，南向政策再度受到重視。2016年蔡英文政府上台後，為分散台灣對中國大陸的外貿依存度而再度啟動南向政策，稱為「新南向政策」。

## 歷史

### 南向政策
隨著全球化浪潮，全球的貿易彼此依存度由1980年的28％上升至1998年的48％；台商整體對外投資規模隨著廠商全球化佈局而逐漸擴張，由1980年的18億美元增至1989年的77億美元。尤其中國大陸的改革開放後世界工廠開始成形，吸引大量台商前往投資；李登輝政府希望減低此一集中現象，於是構思南向政策，提供輔導與優惠貸款吸引往東南亞投資的意願。
南向政策當初計畫是1993年起以三年為期，但在第一階段後於1996年底經過評估決定再延長三年，並擴大範圍；之後又為了因應東協整合趨勢，為了保持在東南亞的競爭力又再度延長了三年。此政策一共延長了兩次，名義上延續至2002年。政策初期有些許成效1994年對東協的出口值從1993年的93.9億美元，增加到114.2億美元，年增率從11.4％成長到21.6％；1994年的進口值從1993年的69.1億美元，增加到86.4億美元，年增率從11.8％成長到25％。
政治方面實質的與菲、泰、印、星、馬雙方首長訪問，且進行經貿或能源部長級會議。菲、馬、越、汶、柬設立了「台北經濟文化辦事處」簽訂了「投資保障協議」；並與星、馬、印、越簽訂了「避免雙重課稅及防杜逃漏稅協議」。

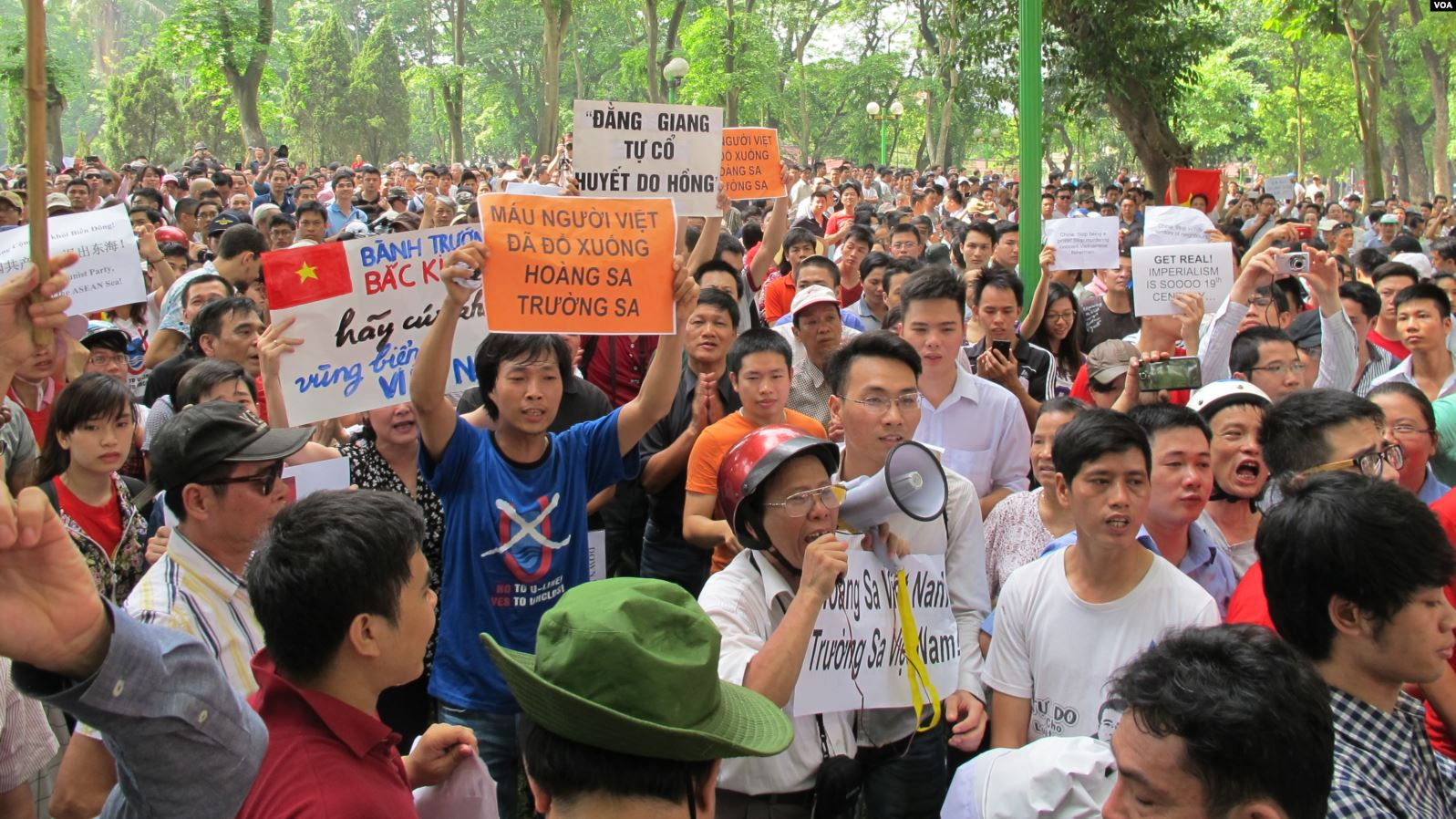
2014越南排華暴動

然而多數中小台商在1990年代對投資東南亞並不熱衷，因為當地語言文化不同，基礎建設落後、不少地方政治混亂，許多前往的台商是較有實力能在大陸和東南亞雙重布局的廠商，並某種程度上相信了政府對中國大陸設廠風險的宣傳和優惠貸款的吸引，1997年亞洲金融風暴後東南亞出現諸多經濟政治亂象，許多台商投資失利血本無歸，相比之下中國市場和政策卻比較穩定，經濟開始大幅崛起，許多響應南向的台商觀念開始轉變。數年後效應開始顯現，台商東南亞投資從2001年的1418.29百萬美元快速下降到2002年的692.68百萬美元；同期與對中國大陸投資相比從2001年27.84億美元巨幅飆漲到2002年77.23億美元，占台商整體對外投資的百分比從2001年38.8％迅速上升至至2002年的53.35％，2004年後達到65%以上。尋求市場方面，1998年後，台灣對東南亞反而呈現貿易逆超態勢，完全沒有效果，南向逐漸式微，台灣老三台中對南向宣傳的節目也逐漸淡出。
陳水扁政府上台後也對南向有重啟的努力，2002年副總統呂秀蓮以私人旅遊名義到印尼峇里島會晤商界人士。2006年5月總統陳水扁在出訪友邦的回程，在印尼巴淡島停留過境並會晤當地剩下的十餘家台商。然而南向政策實質效果不高，目前東南亞中僅越南因為地理因素有較多台商設廠，但廠區中也雇用許多中國大陸幹部主管，很多台商是投資大陸後將越南視為副廠或減低人工成本的衛星工廠在經營。

### 新南向政策
2015年9月，民進黨主席蔡英文在外交使節酒會上揭露，未來民進黨執政後將會推行「新南向政策」。